# Centris lanosa
Centris lanosa är en biart som beskrevs av Cresson 1872. Centris lanosa ingår i släktet Centris och familjen långtungebin. Inga underarter finns listade.